# Hale Bankapur, Shiggaon
Hale Bankapur là một làng thuộc tehsil Shiggaon, huyện Haveri, bang Karnataka, Ấn Độ.